# Белз (марсіанський кратер)
Белз (англ. Belz) — метеоритний кратер у квадранглі Oxia Palus на Марсі. Діаметр ≈ 10,21 км. Його було названо на честь українського міста Белз, що на Львівщині.